# IJslands taalpurisme
IJslands taalpurisme (IJslands: málhreinsun) is het sociolinguïstische fenomeen van taalzuivering in het IJslands.

## Redenen
Typerend voor het IJslands is dat er in vergelijking met de meeste andere Europese talen bijzonder weinig gebruik wordt gemaakt van leenwoorden. Dat is het resultaat van een strak gereguleerde taalpolitiek, waarin de IJslandse overheid eigenlijk pas sinds de jaren 60 tussenbeide komt, maar die geschoeid is op een lange nationale traditie van taalpurisme.
Als voornaamste argument voor het IJslandse taalpurisme wordt aangevoerd dat men de taal wil conserveren, zodat de oude IJslandse literatuur leesbaar blijft voor komende generaties. Het taalpurisme moet de historische continuïteit in de IJslandse taal waarborgen, zodat de sinds het begin van de schriftelijke overlevering bestaande banden tussen omgangstaal en literatuur niet verloren gaan.
De vrees bestaat dat door een al te grote toename van leenwoorden de IJslandse vormenrijkdom op termijn kan afnemen en dat zo het uitzicht van de IJslandse taal voorgoed kan wijzigen; het IJslands zou dus zijn conservatieve karakter verliezen en de Edda’s zouden voor een IJslander even onleesbaar worden als Beowulf voor een doorsnee Engelsman.

## Leenwoorden

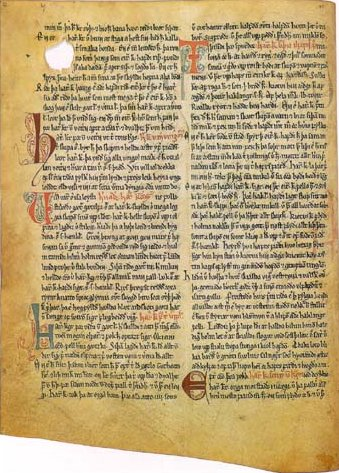
Een bladzijde uit de Heimskringla

Ook het IJslands kent in beperkte mate leenwoorden, maar die worden nog steeds volledig aan het taalsysteem aangepast, opdat ze volgens een bepaald model zouden kunnen worden verbogen of vervoegd. Zo volgt het IJslandse zelfstandige naamwoord banani ‘banaan’ hetzelfde verbuigingsmodel als het inheemse woord sími ‘telefoon’; een gevolg hiervan is dat de datief meervoud van dit leenwoord banönum luidt.
Men houde overigens ook in gedachte dat die aanpassing aan het IJslandse taalsysteem zo ver gaat, dat zelfs de klemtoon der leenwoorden wordt afgestemd op de klankwetten van het IJslands; in nagenoeg elk IJslands woord valt de klemtoon op de eerste lettergreep. Zelfstandige naamwoorden die niet aan al deze criteria voldoen, kunnen niet worden verbogen. Zo behouden veel buitenlandse eigennamen in alle naamvallen dezelfde vorm. Daarop stoelt de gegronde vrees dat een al te grote toevloed van leenwoorden op den duur tot deflectie kan gaan leiden.
Een echte taalpuristische stroming is er in IJsland eigenlijk pas ontstaan in de 19e eeuw, maar er zijn al vroeger aanzetten in die richting waarneembaar. Leenwoorden die voordien al in het IJslands gemeengoed waren geworden, zijn aan de puristische beweging ontsnapt. Deze woorden zijn weliswaar allemaal volledig aangepast aan het IJslandse taalsysteem en worden vandaag alleen door mensen die professioneel met taal bezig zijn nog als leenwoorden aangemerkt.
De eerste leenwoorden in het IJslands zijn van Latijnse en Griekse oorsprong en moeten ongeveer vanaf het jaar 1000 met de invoering van het christelijke geloof via het Angelsaksisch en het Oudsaksisch in het IJslands zijn opgenomen.
In de 13e eeuw bereikte de ridderepiek IJsland. Deze literaire stroming bracht een reeks nieuwe leenwoorden met zich mee. Op IJsland bestond er geen feodaal systeem; het middeleeuwse leenstelsel vormde echter de basis van de hoofse ridderepiek en daarom dienden in de IJslandse literatuur enkele nieuwe termen te worden geïntroduceerd. Woorden als lávarður ‘lord’ of riddari ‘ridder’ zijn toen al dan niet via de andere Scandinavische talen uit het Engels en het Nederduits in het IJslands opgenomen. Deze woorden zijn echter volledig aan het IJslandse taalsysteem aangepast en werden bijgevolg nooit als een echte bedreiging ervaren. De puristische beweging van de 19e eeuw ageerde vooral tegen vreemde invloeden die vanaf de reformatie vanuit het Deens in het IJslands zijn opgenomen.
In 1550 werd IJsland vanuit Denemarken het lutherse geloof opgelegd en in 1602 besloot de Deense Kroon tot een handelsmonopolie met IJsland. Dit deed de invloed van het Deens zienderogen toenemen. Langs het Deens kwam het IJslands ook voor het eerst in contact met de Nederduitse Hanze-invloeden, die eeuwen geleden al hun stempel hadden gedrukt op de andere Scandinavische talen. Zo werden bijvoorbeeld voor het eerst werkwoorden met een voorvoegsel gebruikt.
Destijds ontstond in de geschreven taal ook een kanselarijstijl. Dit jargon was doorspekt met Deense leenwoorden en zelfs bepaalde grammaticale structuren waren sterk onderhevig aan Deense en Nederduitse invloeden. De kansellístíll was echter vooral de schrijftaal van dominees en Deense ambtenaren en heeft bijzonder weinig invloed gehad op het gesproken IJslands.

## 19e eeuw

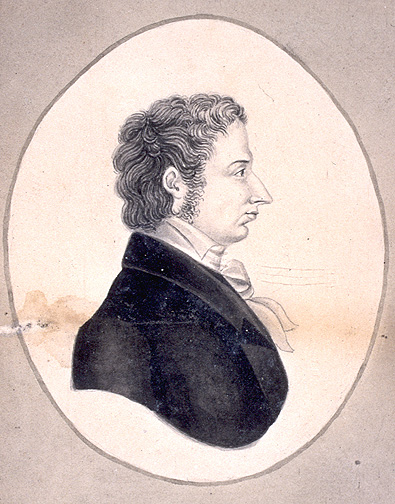
Sveinbjörn Egilsson

De economische en sociale toestand op IJsland ging er in die periode ook schrijnend op achteruit; de bevolking was volledig verarmd, omdat ze getroffen werd door verschillende epidemieën en natuurrampen. Bovendien werd in 1800 het IJslandse parlement door Denemarken opgeheven. Toen werden evenwel ook de eerste tekenen duidelijk van een herstel van de IJslandse taal. Vanaf het einde van de 18e eeuw begon een taalpuristische stroming op gang te komen, die in de loop van de 19e eeuw hoogtij zou vieren.
Een van de eerste taalpuristische auteurs was de dichter Eggert Ólafsson; hij haalde de 10e-eeuwse taal van de saga’s onder het stof vandaan en veel IJslandse auteurs volgden nadien zijn voorbeeld. Een andere voortrekkersrol was weggelegd voor de classicus Sveinbjörn Egilsson. Als leraar op het gymnasium te Bessastaðir beïnvloedde hij vrijwel de gehele IJslandse intelligentsia van zijn tijd. Zelf vertaalde hij verschillende klassieke werken in een zo zuiver mogelijk IJslands en tijdens zijn lessen oefende hij zijn leerlingen niet alleen in het vertalen van Latijnse en Griekse teksten, maar ook in het aanscherpen van hun moedertaalgevoel.
Door oud-leerlingen van Egilsson werd het invloedrijke literaire tijdschrift Fjölnir opgericht. Samen met Ármann á Alþingi was dit een zeer toonaangevend blad op het gebied van de IJslandse taal. De redacteuren van dit tijdschrift poogden een zo zuiver mogelijk IJslands te schrijven, alsook door middel van literaire kritiek de IJslandse bevolking op taalverloedering te attenderen. Ook zij baseerden zich op de taal van de saga’s, maar ze vermeden doelbewust een al te ouderwets taalgebruik; hun taal moest immers natuurlijk blijven klinken. Hun ideeën vonden ingang bij het grote publiek en hoewel dit literaire blad eigenlijk slechts gedurende korte tijd verscheen, heeft het een niet te onderschatten invloed gehad op het huidige IJslandse taalbeleid. Hoe belangrijk de invloed van de Fjölnismenn op het IJslands was, blijkt onder andere uit het feit dat zij er met succes in geslaagd zijn om bepaalde in onbruik geraakte klassieke verbuigingsmodellen opnieuw in de IJslandse omgangstaal in te voeren.
Niet geheel onbelangrijk is ook het werk van de bekende Deense taalkundige Rasmus Rask. Hij schreef namelijk een zeer invloedrijke IJslandse spraakkunst. Dit werk was eigenlijk in de eerste plaats bedoeld voor anderstaligen die de IJslandse taal wilden leren, maar heeft ook op IJsland zelf zijn invloed doen gelden; het werk van Rask was immers de eerste fatsoenlijke spraakkunst van het moderne IJslands. Rask was bovendien ook een geestdriftig voorstander van het IJslandse taalpurisme.
Vanaf het einde van de 19e eeuw werd de politieke ontvoogding van IJsland ingezet. Het IJslandse parlement werd in 1854 opnieuw opgericht, in 1904 verwierf IJsland zelfbestuur, vanaf 1918 trad het land in een personele unie met Denemarken, tijdens de Tweede Wereldoorlog vond een vriendschappelijke bezetting plaats door Engelsen en Amerikanen en op 17 juni 1944 werd IJsland ten slotte een onafhankelijke republiek.
De IJslandse taalbescherming werd vanaf die tijd een staatszaak. In 1907 werd de leerplicht ingevoerd en in 1911 werd te Reykjavík voor het eerst een IJslandse universiteit opgericht. Dat bracht een behoefte aan goede IJslandstalige schoolboeken met zich mee en het werd meer dan ooit belangrijk dat er IJslandse equivalenten voor wetenschappelijke vaktermen bedacht werden. Bovendien bood de oprichting van een universiteit de mogelijkheid om het taalzuiveringswerk wetenschappelijk te begeleiden.
In 1964 riep de jonge republiek een IJslandse taalcommissie in het leven. De Íslensk málnefnd was lange tijd onderbemand en kampte regelmatig met financiële problemen, maar thans zetelen vijftien leden in de taalcommissie. Samen met de universiteit heeft de IJslandse taalcommissie een officieel secretariaat, Íslensk málstöð. Allereerst dient de taalcommissie voorlichtingen te geven op het gebied van taal. Er worden spellinglijsten uitgegeven en tweemaal per jaar verschijnt het tijdschrift Málfregnir. Daarnaast is het ook een taak van de taalcommissie om goede IJslandse alternatieven te bedenken voor nieuwe vaktermen.

## Vandaag
De moderne IJslandse taalzuivering bestaat voornamelijk uit het bedenken van bruikbare alternatieven voor vreemde woorden. Er wordt verhoudingsgewijs niet zo erg veel geageerd tegen invloeden van binnenuit, zoals veranderingen in de uitspraak of wijzigingen in de grammaticale structuren van het IJslands. Vaak zijn de nieuwe woorden ook gewoon blindelings vertaald uit de brontaal; er wordt in de IJslandse taalpolitiek niet zo veel aandacht besteed aan de bestrijding van barbarismen. Wanneer men het in het IJslands bijvoorbeeld over danismen heeft, bedoelt men eigenlijk gewoon zuiver Deense leenwoorden.
Door de onophoudelijke stroom van maatschappelijke veranderingen en de toevloed van nieuwe uitvindingen in de 20e eeuw moesten de IJslanders behoorlijk vindingrijk zijn bij het bedenken van nieuwe woorden. Er wordt hierbij gebruikgemaakt van vier woordvormingsprocedés.
Het is onmogelijk gebleken om alle leenwoorden van een fatsoenlijk IJslands equivalent te voorzien. Niet altijd halen de IJslandse alternatieven het van de vreemde woorden. Soms zijn de vertalingen te ver gezocht of zijn de vreemde woorden gewoon al lang ingeburgerd. Zo is de poging om het leenwoord banani ‘banaan’ te vervangen door het inheemse bjúgaldin mislukt; dit taalpurisme wordt vandaag in het beste geval alleen nog schertsend gebruikt. Leenwoorden worden weliswaar altijd aangepast aan het IJslands. Ze krijgen een IJslandse klemtoon en worden volgens een IJslands model verbogen of vervoegd. Zo volgen leenwoorden als banani ‘banaan’ of banki ‘bank’ hetzelfde verbuigingsmodel als het inheemse woord sími ‘telefoon’. Heden is de instroom van vreemde woorden in het IJslands groter dan ooit tevoren. Inzonderheid voorbeelden van Amerikaans-Engelse leenwoorden in de jongerencultuur zijn legio.
Daarnaast wordt regelmatig oude woorden nieuw leven ingeroepen. Omdat de taal zo weinig veranderd is, kunnen al lang in onbruik geraakte woorden gemakkelijk opnieuw worden ingevoerd in een andere betekenis. Het bekendste voorbeeld van zo’n neoarchaïsme is sími. In het Oudijslands betekende dit woord ‘draad’, maar het werd in de 20e eeuw succesvol ingevoerd als IJslandse vertaling voor ‘telefoon’. Andere voorbeelden zijn vél ‘machine’, dat oorspronkelijk ‘list’ betekende, of þulur ‘nieuwslezer’, dat oorspronkelijk ‘dichter’ betekende.
Er worden ook soms zelfstandige naamwoorden afgeleid van reeds bestaande werkwoorden of naamwoorden. Zo is hreyfill ‘motor’ afgeleid van het werkwoord hreyfa ‘bewegen’ en is tölva ‘computer’ een afleiding van het zelfstandige naamwoord tala ‘getal’. Ten slotte kunnen natuurlijk ook nog nieuwe woorden ontstaan door de vorming van samenstellingen. Enkele voorbeelden van taalpuristische samenstellingen in het IJslands zijn geisladiskur ‘cd’, uit geisli ‘straal’ en diskur ‘schijf’, of steinsteypa ‘beton’, uit steinn ‘steen’ en steypa ‘uitgieten’.